# Bad Gandersheim
Bad Gandersheim − miasto uzdrowiskowe w Niemczech, w kraju związkowym Dolna Saksonia, w powiecie Northeim.

## Współpraca

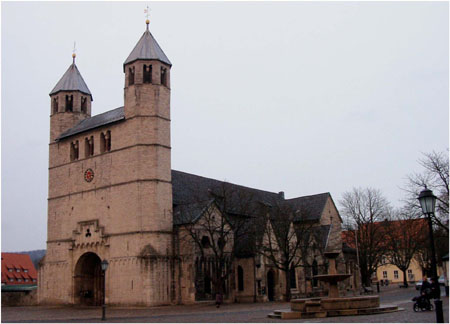
Kościół w Bad Gandersheim

Miejscowości partnerskie:
- Rotselaar, Belgia
- Skegness, Anglia